# Constantin Noica
Constantin Noica (à prononcer : Noïca[évasif]), né le 12 juillet 1909 à Vitănești, județ de Teleorman et mort le 4 décembre 1987 à Păltiniş, județ de Sibiu, Roumanie, est un philosophe, essayiste, écrivain, journaliste et poète roumain.

## Biographie
Issu d'une famille d'origine aroumaine, il a fait ses études entre 1924 et 1928 à Bucarest, au Lycée Spiru Haret où il a eu comme maître spirituel le poète philosophe Ion Barbu. En 1931, il passe sa maîtrise à la Faculté de Philosophie et des Lettres de l'Université de Bucarest où il commence ses recherches théoriques sous la direction du philosophe Nae Ionescu. Entre 1932 et 1934, il est membre de la société culturelle Criterion. Contrairement à d'autres membres de Criterion (Mihail Polihroniade, Haig Acterian, Mircea Eliade) Noica, adepte d'un apolitisme ferme, ne se laissera pas séduire par l'aura d'idéalisme martyrologique de la Garde de fer, mouvement ultra-nationaliste et intégriste chrétien, antisémite et antidémocrate, combattu par les armes par les autorités de l'époque. Il exercera néanmoins la fonction d'éditeur de Buna Vestire le bulletin officiel de la Garde de Fer.
En 1933, Noica suit les cours de la Faculté des Mathématiques de Bucarest. Au printemps 1938, il reçoit avec Cioran et Ionesco une bourse d'études française. Il reste à Paris jusqu'au printemps 1939. En mai 1940, il soutient à Bucarest sa thèse en philosophie Schiță pentru istoria lui "cum e cu putință ceva nou ?" (« Esquisse pour une histoire du "comment quelque chose de neuf est-il possible ?"»). 
Entre 1940 et 1944, il est référent en philosophie à l'Institut culturel roumain de Berlin. Il participe avec Alexandru Dragomir aux séminaires de philosophie de Martin Heidegger et d'Eduard Spranger. En même temps, il publie avec Constantin Floru et avec Mircea Vulcănescu quatre cours universitaires de Nae Ionescu, ainsi que l'annuaire Isvoare de Filosofie (« Sources philosophiques »).
Entre 1949 et 1958, il est assigné à résidence à Câmpulung-Muscel, en attendant que la Securitate et la justice de la Roumanie communiste déterminent dans quelle mesure il a pu être complice du fascisme et du nazisme. On le trouve coupable par « indifférence à la souffrance des peuples », et en 1958, il est arrêté et condamné à 25 ans de travaux forcés et à la confiscation de ses biens. Après six ans de prison ferme passés à Jilava, il est libéré en août 1964. Après 1965, il travaille au Centre de Logique de Bucarest. À partir de 1975, il se retire à Păltiniș dans un chalet, devenu un lieu de pèlerinage et de dialogue socratique pour ses admirateurs et disciples. Dans la monographie qu'il lui consacre, Sorin Lavric trouve que « la minuscule pièce qu’il occupait à Păltiniş le satisfaisait parce que c’était plus que sa cellule » (de prison).
Sa philosophie est aujourd'hui enseignée à l'Université de Bucarest entre autres par Gabriel Liiceanu .

## Langues et lectures de philosophie
Noica apprécie les philosophes grecs et allemands, ainsi que plusieurs écrivains roumains. Il recommande la lecture de la philosophie et aussi d'apprendre les langues classiques, en particulier la langue grecque ancienne et les langues modernes, en particulier l’allemand.

## Œuvres
- 1934 - Mathesis sau bucuriile simple (« Mathesis ou les joies simples »)
- 1936 - Concepte deschise în istoria filozofiei la Descartes, Leibniz și Kant (« Concepts ouverts dans l'histoire de la philosophie de Descartes, Leibniz ou Kant »)
- 1937 - De caelo (« Du ciel »)
- 1940 - Schiță pentru istoria lui cum e cu putință ceva nou (« Esquisse pour une histoire du "quelque chose de neuf : comment est-ce possible ?" »)
- 1943 - Două introduceri și o trecere spre idealism. Cu traducerea primei introduceri kantiene a Criticei Judecării (« Deux introductions et un passage vers l'idéalisme, avec la traduction de la première introduction kantienne de la critique de la faculté de juger »)
- 1944 - Pagini despre sufletul românesc (« Pages sur l’âme roumaine »)
- 1944 - Jurnal filosofic (« Journal philosophique »)
- 1962 - Fenomenologia spiritului de GWF Hegel istorisită de Constantin Noica (« La Phénoménologie de l'Esprit racontée par Constantin Noica »)
- 1969 - Douăzeci și șapte de trepte ale realului (« Vingt-sept marches de la réalité »)
- 1969 - Platon: Lysis, cu un eseu despre înțelesul grec al dragostei de oameni și lucruri (« Platon : Lysis, suivi d'un essai sur la signification hellène de l'amour des hommes et des choses »)
- 1970 - Rostirea filozofică românească (« Le parler philosophique roumain »)
- 1973 - Creație și frumos în rostirea românească (« La création et le beau dans le parler roumain »)
- 1975 - Eminescu sau gânduri despre omul deplin al culturii românești (« Eminescu ou réflexions sur l'homme accompli de la culture roumaine »)
- 1975 – Despărțirea de Goethe (« La rupture avec Goethe »)
- 1978 - Sentimentul românesc al ființei (« Le sentiment roumain de l'être »)
- 1978 - Spiritul românesc la cumpătul vremii. Șase maladii ale spiritului contemporan. (« Six maladies de l'esprit contemporain »)
- 1980 - Povestiri despre om, după o carte a lui Hegel: Fenomenologia spiritului (« Contes sur l'Homme, d'après un ouvrage de Hegel : Phénoménologie de l'Esprit »)
- 1981 - Devenirea întru ființă, vol. I: Încercarea asupra filozofiei tradiționale; vol. II: Tratat de ontologie (« Le devenir envers l'être »)
- 1984- Trei introduceri la devenirea întru ființă (« Trois introductions au devenir envers l'être »)
- 1986 - Scrisori despre logica lui Hermes (« Lettres sur la logique d'Hermès »)

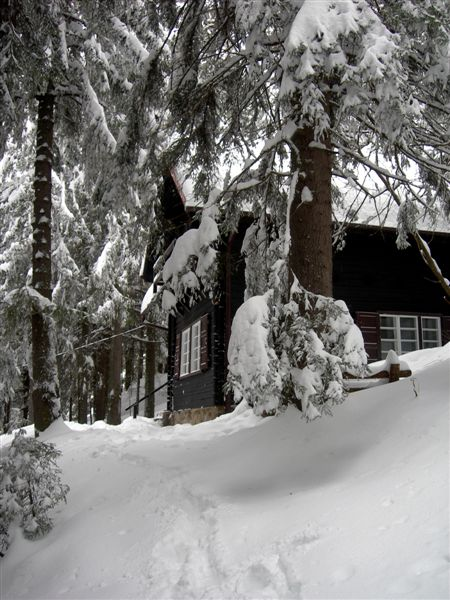
Le chalet de Noica à Păltiniș

### Œuvres posthumes
- 1988 - De Dignitate Europae (« De la dignité européenne »)
- 1990 - Jurnal de idei (« Journal d'idées »)
- 1990 - Rugați-vă pentru fratele Alexandru (« Priez pour le frère Alexandre »)
- 1992 - Simple introduceri la bunătatea timpului nostru (« Simples introductions à la bonté de notre temps »)
- 1992 - Introducere la miracolul eminescian (« Introduction au miracle Eminescu »)
- 1997 - Manuscrisele de la Cîmpulung (« Les manuscrits de Câmpulung »)
- 1998 - Echilibrul spiritual. Studii și eseuri (1929-1947) (« L'équilibre de l'esprit : études et essais, de 1929 à 1947 »)

## Essais politiques
- 1994- Semnele Minervei, publicistică, volumul I (« Les signes de Minerve »), recueil d'articles de presse, premier volume, coordonnateur de l'édition Marin Bucur pour les trois volumes
- 1996- Între suflet și spirit, publicistică, volumul II (« Entre l'âme et l'esprit »), recueil d'articles de presse, deuxième volume
- 2003- Moartea omului de mâine. Publicistică, volumul III (« La mort de l'Homme de demain »), recueil d'articles de presse, troisième volume
- 2007- Despre lăutărism (« Sur le "isme" des cliques »)

## Œuvres traduites en français
- 1991 - Six maladies de l'esprit contemporain[5], traduit du roumain par Ariadna Iuhas-Cornea Combes, avec une préface de Jacqueline de Romilly, éditions Criterion, Paris, 1991
- 1991 - Avec E.M. Cioran - L'ami lointain : Paris - Bucarest[6], éditions Criterion, Paris, 1991
- 2008 - Le devenir envers l'être[7], Éd. G. Olms, 2008

## CD-audio
- Noica – Gabriel Liiceanu – Andrei Pleșu, CD-audio, Humanitas, Bucarest, 2003.